# Bergwitz
Bergwitz is een plaats en voormalige gemeente in de Duitse deelstaat Saksen-Anhalt, en maakt deel uit van de Landkreis Wittenberg. De toenmalige zelfstandige gemeente werd op 1 juli 2005 geannexeerd door Kemberg.
Bergwitz telt 1.742 inwoners.

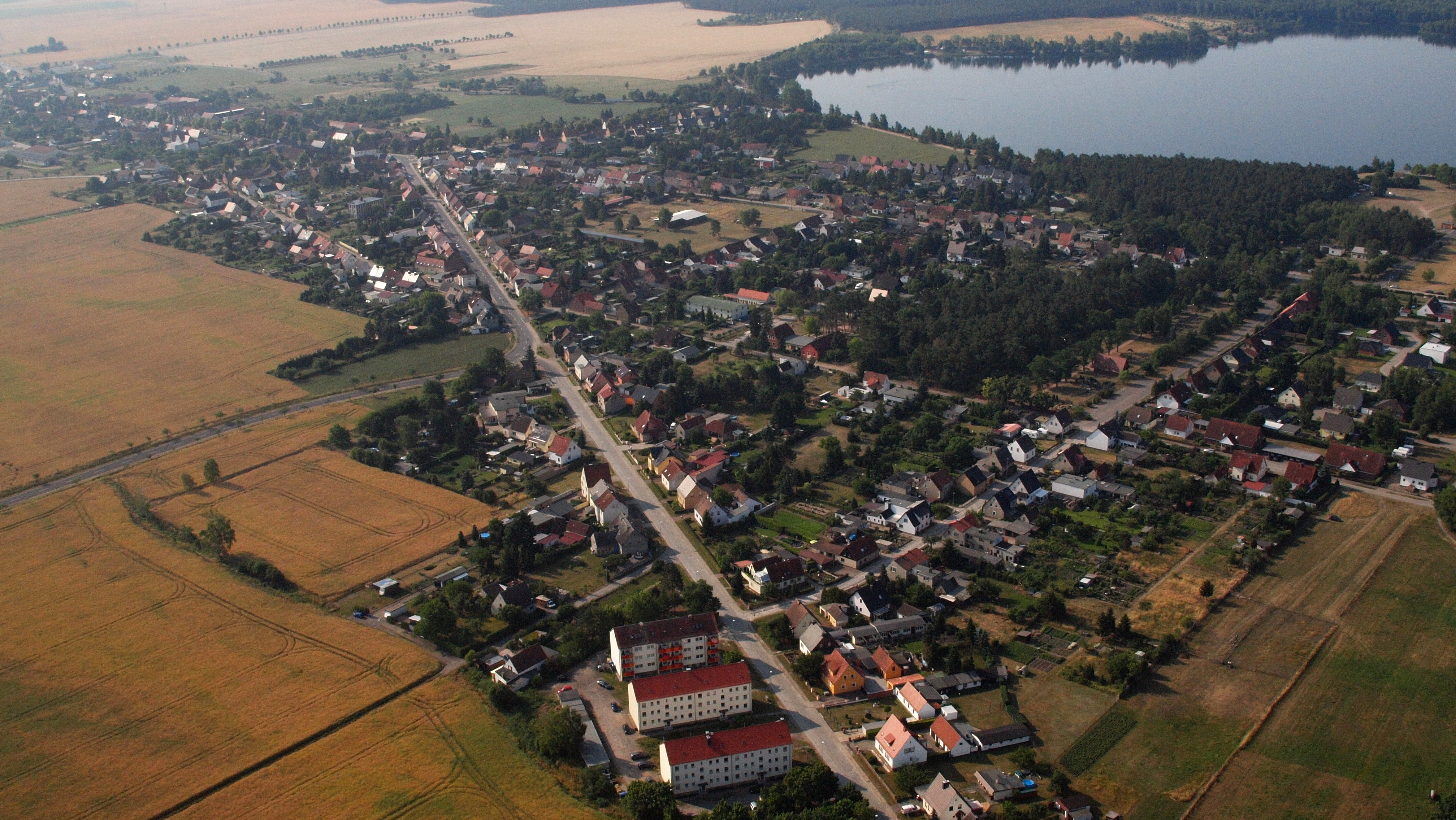
Bergwitz van bovenaf
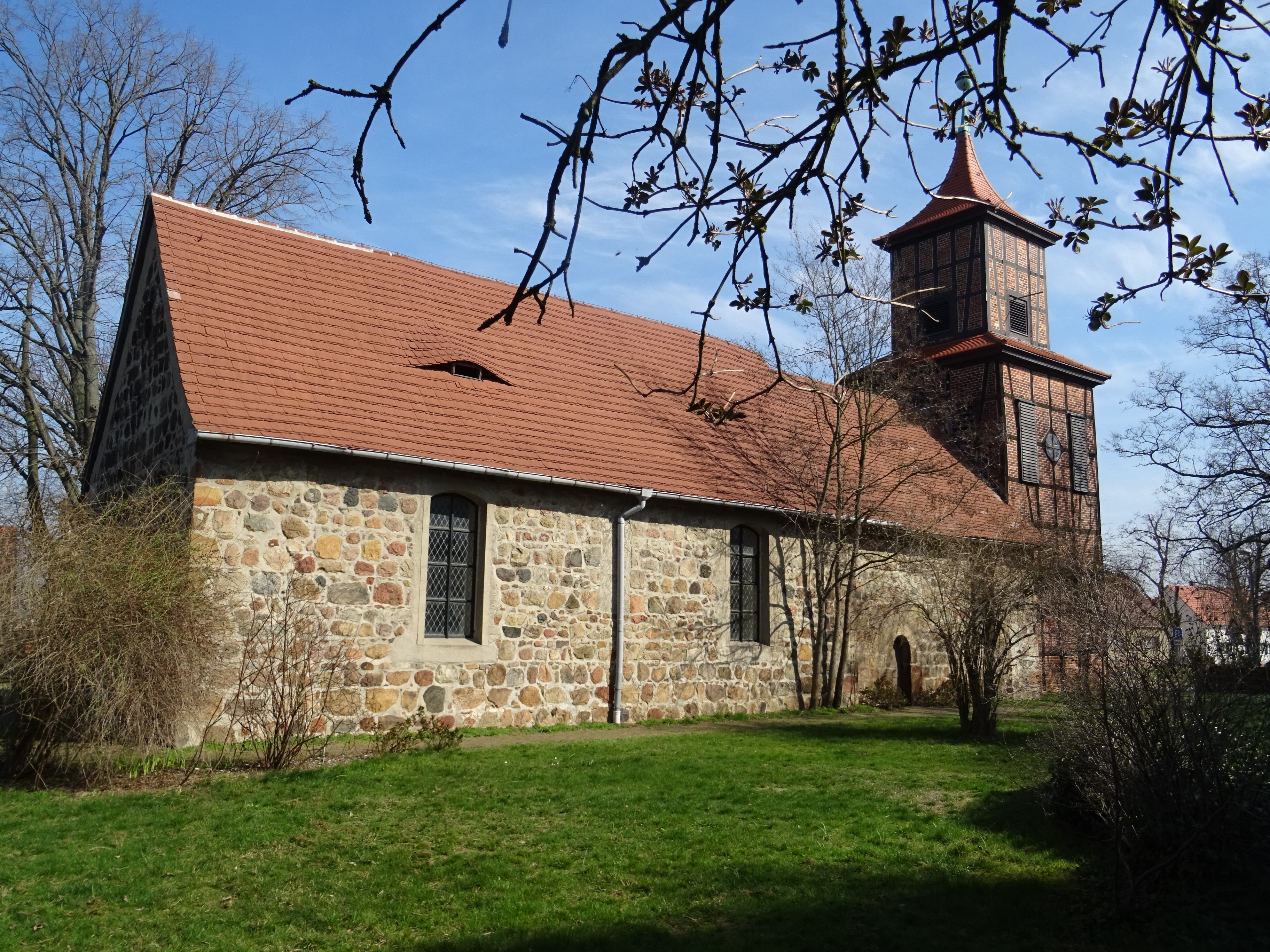
Kerk
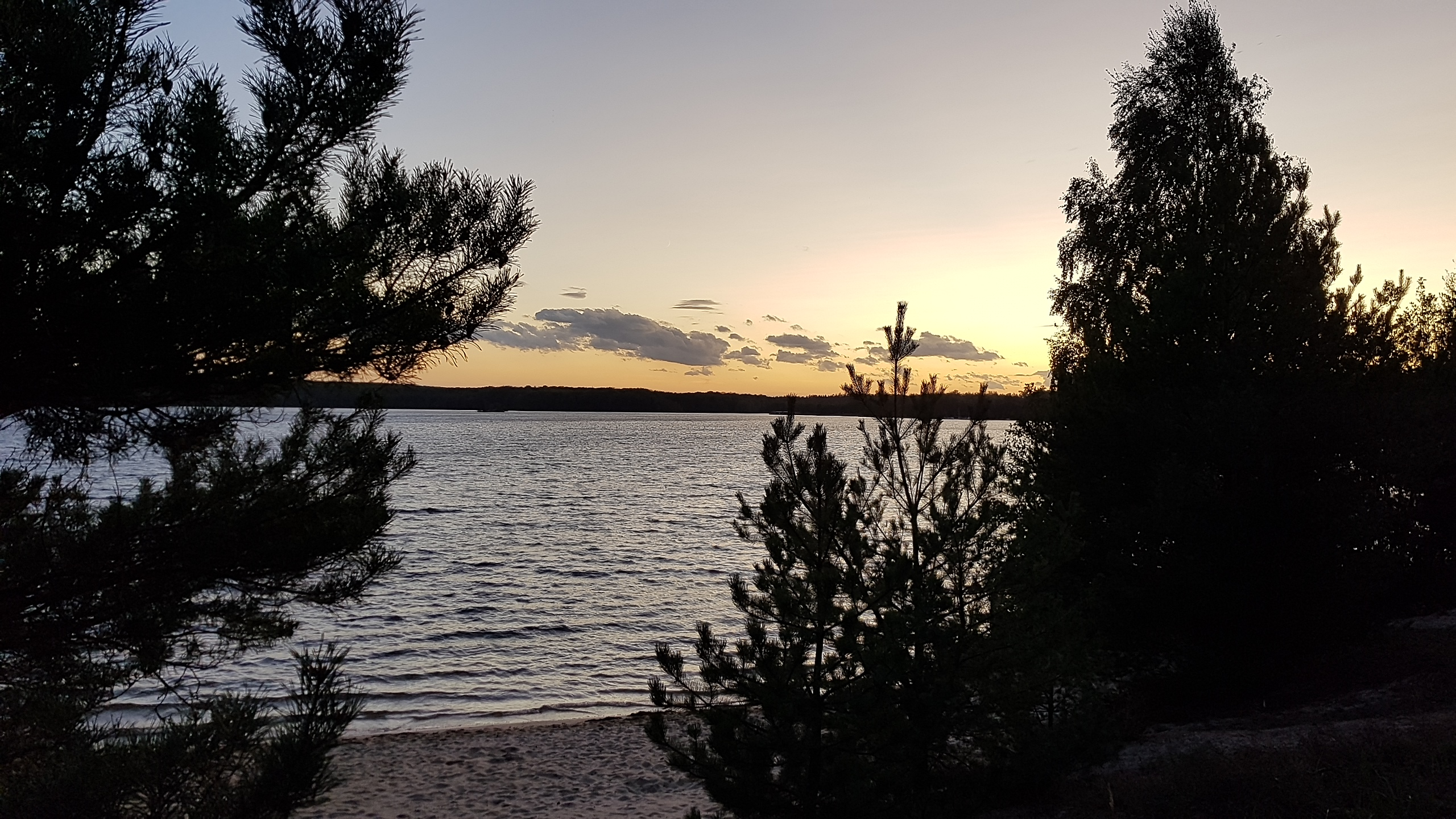
Meer van Bergwitz
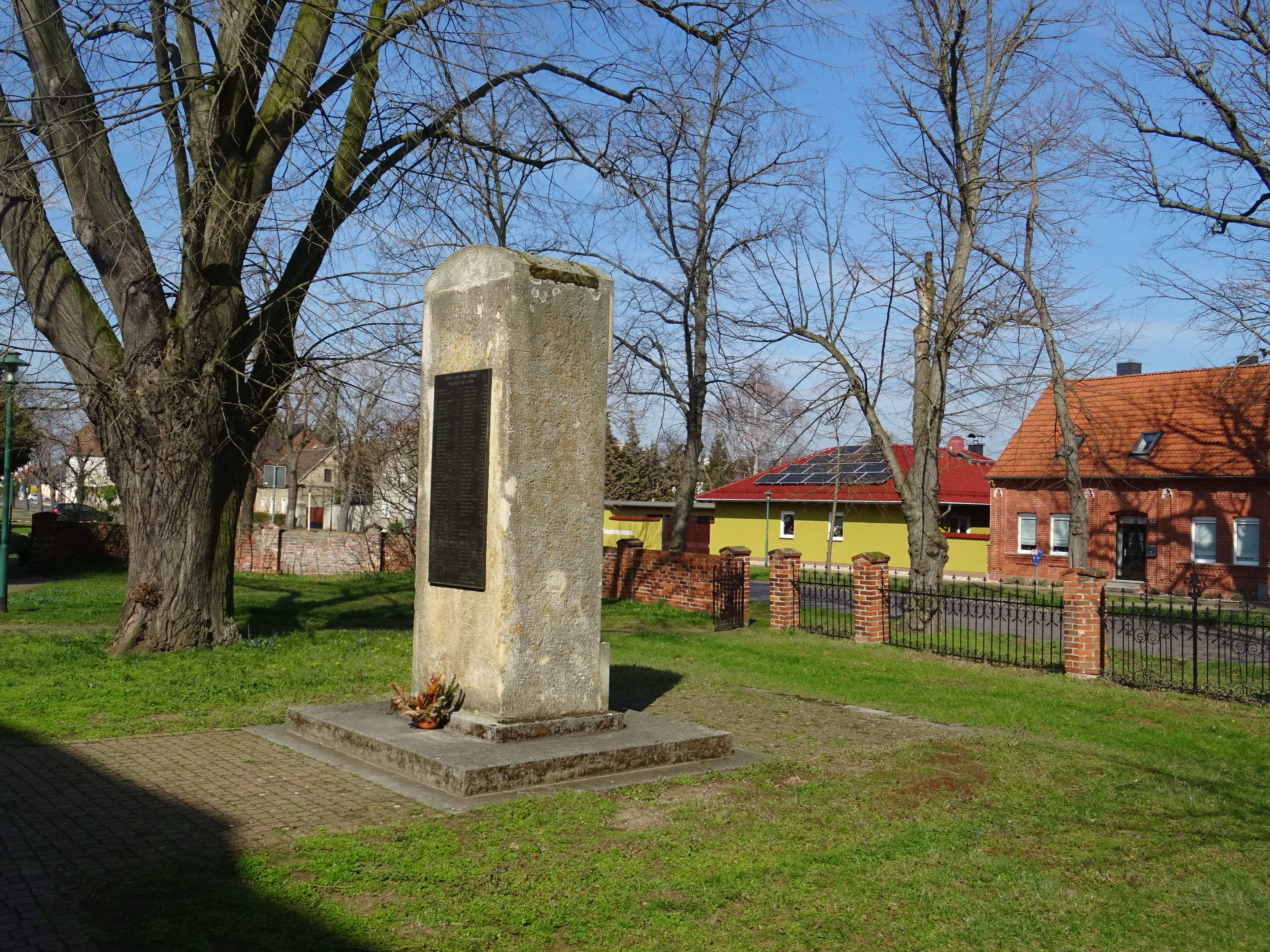
Oorlogsmonument